# Polieterimida
A polieterimida (PEI) é um polímero termoplástico de alto desempenho, amorfo, de cor âmbar, com alta resistência mecânica e rigidez.

## Histórico
O polieterimida é um dos mais novos termoplásticos de engenharia amorfos de alta performance. Este foi introduzido no mercado em 1982 e é comercialmente disponível pela General Eletric Co com o nome comercial de Ultem.

## Síntese
A policondensação é o processo pelo qual acontece a síntese das polieterimidas. Em um primeiro momento, tem-se a reação de uma diamina com um anído nitroflático, gerando um monômero bis-imida. A partir de tratamento com componente básico, forma-se um bisfenol di-ânion, este é o segundo momento do processo. A polimerização se da pelo deslocamento de dois grupos nitro da bis-imida pelo bisfenol diânion, formando assim as ligações éter que são encontradas no polímero. O processo de polimerização pode ocorrer em diferentes solventes (acetona, acetonitrila e dimetilformamida) ou em suas respectivas misturas com o tolueno. Para a precipitação do polímero, na maioria dos casos, o etanol é utilizado.

## Propriedades físicas e químicas
A polieterimida (PEI) é um tipo de polímero de alto desempenho que possuí alta temperatura de transição vítrea, ótimo retardamento de chama, baixa geração de fumaça e boas propriedades mecânicas.
O PEI é um polímero termoplástico de alto desempenho, com boas propriedades térmicas, mecânicas e elétricas (isolante) com a vantagem adicional de possuir fácil processamento.
A característica mais marcante do PEI é a sua estabilidade dimensional tanto no curto como no longo prazo. Isso graças a sua estrutura rígida e altamente emaranhada.

## Aplicações
As principais aplicações de PEI são nos setores aeronáuticos, automotivos e de equipamentos médicos. A utilização do PEI no setor aeronáutico se justifica por este ser um retardante a chama com baixa emissão de gases tóxicos e por apresentar alta resistência química. Desta maneira, utiliza-se para a confecção de válvulas de ar e combustível, por exemplo.
Já no setor automotivo o destaque do PEI se dá pelo bom desempenho térmico e mecânico, baixa densidade, bom custo benefício, alta estabilidade dimensional e boa processabilidade. Neste setor o polímero é utilizado em componentes de transmissão, acelerador e ignição, além de sensores e caixas de termostato.
Por fim, no setor médico, utiliza-se a polieterimida em bandejas, válvulas, aparelhos odontológicos e pipetas. Tendo em vista que este é capaz de suportar a maioria dos processos de esterilização, ter alta resistência química e por ser translúcido.

## Reciclagem
Os polímeros termoplásticos são aqueles com aptidão para amolecer e fluir quando submetidos ao aumento de temperatura e pressão. Quando a influência da pressão e temperatura deixam de existir, o polímero se solidifica de acordo com a forma dada. Caso o polímero seja submetido novamente as condições de temperatura e pressão, mais uma vez o polímero irá amolecer e fluir, isto porque nenhuma ligação química entre as cadeias ocorre durante o processo de cura, o tornando completamente reversível. No caso de polímeros semicristalinos, o amolecimento acontece devido a fusão da fase cristalina. É graça a esta característica que os termoplásticos podem ser remoldados e reciclados sem impactar negativamente as propriedades físicas do polímero.

## Impacto ambiental
Os polímeros demoram séculos para se degradar, ocupando grande parte do volume de aterros sanitários, atuando de forma negativa nos processos de compostagem e estabilização biológica. Neste cenário, o PEI, devido as suas marcantes características de resistência e desempenho, apresenta-se como uma ameaça ao meio ambiente caso não tratado corretamente.